# كأس الاتحاد 1971
كأس الاتحاد 1971 (بالإنجليزية: 1971 Federation Cup)‏ هو الموسم 9 من  كأس فيد. أقيم خلال الفترة 26 ديسمبر 1971 وحتى 29 ديسمبر 1971، وفاز فيه منتخب أستراليا لكأس فيد.